# 馬扎羅河

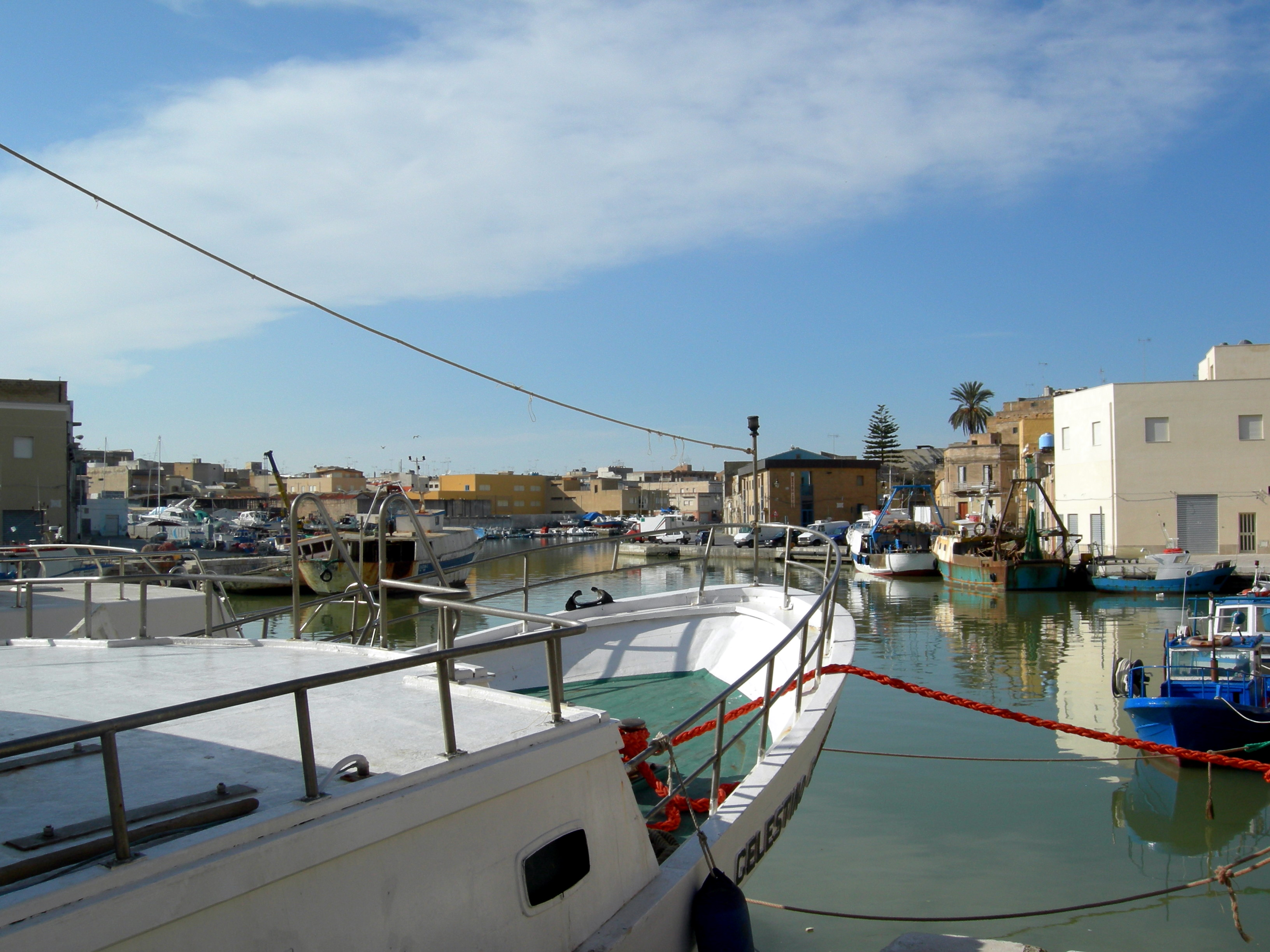
馬扎羅河

馬扎羅河（意大利語：Mazaro）是意大利的河流，位於西西里島，河道全長28公里，流域面積125.5平方公里，發源自薩萊米，最終在馬扎拉-德爾瓦洛注入地中海的西西里海峽。
37°39′N 12°35′E / 37.650°N 12.583°E